# Exelixis
Exelixis, Inc. este o companie de descoperire a medicamentelor bazată pe genomica, situată în Alameda, California și producătorul Cometriq, un tratament aprobat de FDA din SUA pentru cancerul tiroidian medular, cu activitate clinică în mai multe tipuri de cancer metastatic.

## Istoric
Exelixis a fost înființată în 1994; fondatorii științifici au fost Spyridon Artavanis–Tsakonas, la acea vreme la Yale, și Corey Goodman și Gerry Rubin, care erau atunci la Universitatea California, Berkeley. George Scangos s-a alăturat companiei ca CEO în 1996. Planul de afaceri a fost de a utiliza organisme model (drosofile, nematode și pești-zebră) și genomica funcțională pentru a identifica căi și ținte biologice care pot fi exploatate în domeniile agriculturii și medicinei. În cele din urmă, a înființat o subsidiară, Exelixis Plant Sciences, pentru munca în domeniul agricol.
Până în 2000, a depășit faza exploratorie radicală și s-a concentrat pe descoperirea medicamentelor și avea o bibliotecă chimică de 4 milioane de compuși. Compania a devenit publică în acel an, după ce și-a retras oferta săptămâna anterioară; a obținut 118 milioane USD într-un context de piață scăzut.
În 2002, compania a semnat o alianță extinsă cu GSK pentru descoperirea de medicamente noi în domeniile cancerului, bolilor inflamatorii și afecțiunilor vasculare; GSK i-a plătit 30 milioane USD în numerar, a cumpărat 14 milioane USD în acțiuni la două ori rata de piață și s-a angajat să ofere Exelixis 90 milioane USD pentru finanțarea cercetării; de asemenea, a oferit finanțare de împrumut de până la 85 de milioane USD.
Până în 2002, compania și-a limitat eforturile interne la cancer și și-a stabilit strategia de a descoperi și dezvolta medicamente care pot inhiba seturi mici de tirosin kinaze care sunt necesare pentru formarea, creșterea și metastazarea cancerului. Seturile de TK au fost identificate prin intermediul muncii sale anterioare de genomica funcțională. Această abordare a fost controversată la momentul respectiv; majoritatea companiilor încearcă să vizeze selectiv doar o proteină în eforturile lor de descoperire.
În 2006, Exelixis a colaborat cu Daiichi Sankyo pentru compuși care vizează receptorul mineralocorticoid; esaxerenona a făcut parte din această colaborare. În 2007, compania și-a asociat programul său de inhibitori MEK cu Genentech; cobimetinib (la acea vreme XL-518) a făcut parte din această colaborare. Exelixis depusese un IND pentru XL-518 înainte de parteneriat, angajându-se să finanțeze și să conducă studiul de fază I și să-și păstreze drepturile de co-comercializare în SUA.
În 2008, compania și-a asociat candidatul său principal de medicament pentru cancer, XL-184 (care avea să devină cabozantinib), și un alt candidat pentru cancer, XL-281, cu Bristol Myers Squibb; BMS a returnat drepturile asupra XL-184 către Exelixis în 2010 și a returnat drepturile asupra altui candidat pentru medicament în 2011.
În 2010, Scangos a părăsit funcția de CEO pentru a prelua conducerea la Biogen și compania l-a numit pe Michael M. Morrissey în funcțiile de președinte și CEO; Morrissey se alăturase companiei în 2000 în calitate de vicepreședinte al cercetării descoperirii. La acea vreme, compania avea opt medicamente în studii clinice.
Prima aprobare a unui medicament de către Exelixis a venit în 2012, când cabozantinib a fost aprobat pentru cancerul tiroidian medular, o indicație orfană. A fost aprobat în Europa în 2014.
Exelixis a investit masiv în explorarea cabozantinibului în alte tipuri de cancer, pariuind viitorul companiei pe acest medicament. În 2014, medicamentul a eșuat într-un studiu de fază III pentru cancerul de prostată, iar compania a concediat 70% din angajați.
În 2015, Genentech și Exelixis au obținut aprobarea FDA pentru cobimetinib în anumite forme de melanom.
În martie 2016, Exelixis a închiriat drepturile la nivel mondial (cu excepția SUA, Canadei și Japoniei) către Ipsen pentru comercializarea cabozantinib.
În aprilie 2016, FDA a acordat aprobare pentru comercializarea formulării sub formă de comprimate ca tratament de linia a doua pentru cancerul de rinichi și același lucru a fost aprobat în Europa în octombrie a acelui an.

În decembrie 2017, FDA a acordat aprobarea pentru utilizarea cabozantinibului ca tratament de linia întâi pentru cancerul de rinichi și în mai 2018, aprobarea pentru tratamentul de linia întâi a fost aprobată și în Europa.